# D-Day Dodgers
L'espressione D-Day Dodgers, in inglese, sta a indicare coloro che hanno scampato il D-Day. Il termine veniva riferito ai militari alleati che hanno combattuto in Italia durante la seconda guerra mondiale, durante la campagna d'Italia del 1943-1945.

## Origine e significato del termine
Durante la guerra si diceva che il termine venne diffuso da Nancy Astor, viscontessa di Astor, membro della camera dei comuni del Regno Unito, che si presume abbia usato l'espressione in pubblico dopo che un soldato disilluso le scrisse una lettera firmandosi come un "D-Day Dodger". Non esiste nessuna prova che abbia effettivamente pronunciato la frase, nel parlamento o all'esterno, e la viscontessa lo ha sempre negato.
Il termine "D-Day Dodger" è di un sarcasmo eccessivo, dato l'alto numero di perdite alleate sul fronte italiano. Un "Dodger" è qualcuno che evita qualcosa; i soldati in Italia sentirono il loro sacrificio ignorato dopo lo sbarco in Normandia, come se il loro combattere in Italia fosse servito ad evitare combattimenti più cruenti.